# دورگه F1
دورگه F1 یا هیبرید F1 (که همچنین به عنوان دورگه فرزندی نسل ۱ شناخته می‌شود)، نخستین نسل فرزندی از فرزندان با انواع متفاوت والدین است. دورگه‌های F1 در ژنتیک و در اصلاح نژاد گزینشی به کار می‌رود که ممکن است از اصطلاح دورگه F1 استفاده شود. این اصطلاح گاهی با یک زیرنویس، به عنوان ترکیبی F۱ نوشته می‌شود. نسل‌های بعدی F۲، F۳ و بیشتر نامیده می‌شوند.